# Uli Stielike
Uli Stielike (ur. 15 listopada 1954 w Ketsch) – niemiecki piłkarz i trener.
Grał na pozycji obrońcy w takich klubach jak Borussia Mönchengladbach, Real Madryt i Neuchâtel Xamax. Jest mistrzem Europy (1980) i wicemistrzem świata (1982) w piłce nożnej. W latach 2006–2008 był trenerem reprezentacji Wybrzeża Kości Słoniowej.